# Santo Tomás del Norte
Santo Tomás del Norte là một khu tự quản thuộc tỉnh Chinandega, Nicaragua. Khu tự quản Santo Tomás del Norte có diện tích 40 ki lô mét vuông. Đến thời điểm năm 2005, huyện Santo Tomás del Norte có dân số 7124 người.